# Paul Janson
Paul Janson (Herstal, 11 aprile 1840 – Bruxelles, 13 aprile 1913) è stato un politico belga liberale, deputato alla Camera dei rappresentanti per tre legislature (14°, 15° e 22°) dal 1877 al 1882 e dal 1900 al 1904 e senatore per le legislature 1894-1898, 1898-1890.

## Biografia

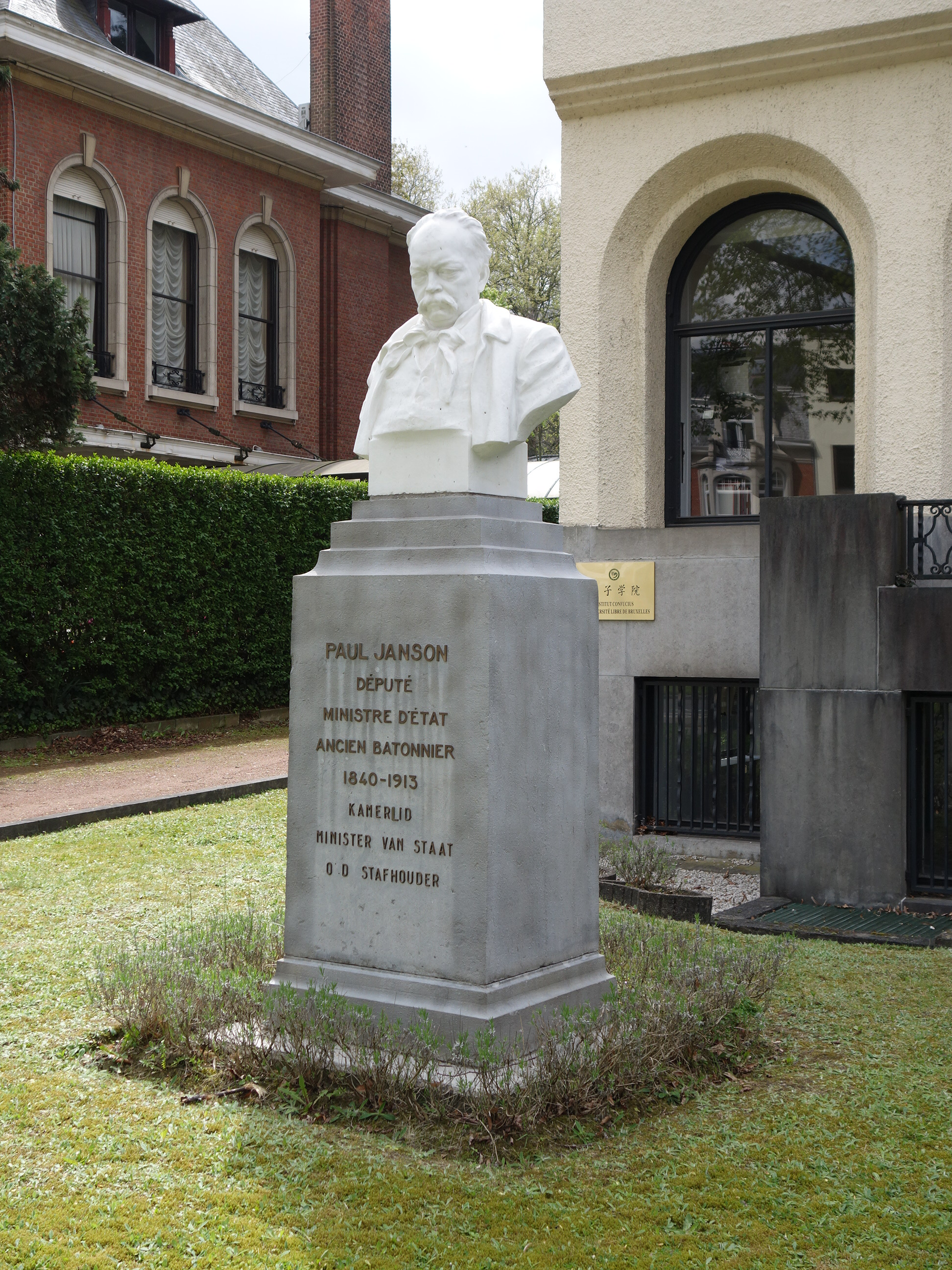
Busto di Paul Janson presso la Franklin Rooseveltlaan a Bruxelles

Nato a Herstal, da Jean Émile Janson e Marie Pauline Dery, Janson ha studiato filosofia e scienza del testo (dottorato ottenuto nel 1859) e diritto (dottorato ottenuto nel 1862) presso l'Université libre de Bruxelles. Era un brillante avvocato, che supplicò e vinse numerose cause legali. 
Dopo i primi contatti con i socialisti, si unì al Partito Liberale. Fin dall'inizio della sua carriera politica, Janson è stato un paladino dell'abolizione del suffragio censitario. Era il capo dell'ala progressista dei liberali. Nel 1877 fu eletto alla Camera dei rappresentanti. Nel 1884, il Partito Liberale subì una grave sconfitta e non fu rieletto. In quell'anno divenne capo del consiglio comunale di Bruxelles.
Nel 1887, ci fu una pausa tra i conservatori e i progressisti del Partito liberale e ha fondato insieme ad altri avvocati, il Partito progressista che ha combattuto per il suffragio universale. Paul Janson è diventato presidente di questo partito. Nel 1894, i partiti liberali persero nuovamente con forza le elezioni successive alla riforma elettorale del 1893 e Janson perse il suo mandato alla camera. Ricevette un seggio nel Senato belga.
Nel 1900 attraverso la mediazione di Paul Hymans torna a una posizione più conciliante e "moderata" dei liberali e il "Partito Progressita" viene abbandonato. Janson è stato rieletto alla Camera dei rappresentanti belga per il "Partito liberale" ed è rimasto parlamentare fino alla sua morte. Ma è rimasto con le sue posizioni politiche al diritto di voto, senza distinzione di posizione sociale, per la riduzione delle ore di lavoro e l'introduzione di contratti collettivi. Le sue connessioni con i socialisti del Werkliedenpartij belga erano molto vicine e, sotto la sua mediazione nel 1912, formò una lista rosso-blu per battere la maggioranza assoluta dei cattolici. Ma questa fallì e i cattolici mantennero la maggioranza assoluta.
Dopo l'elezione Janson il 14 agosto 1912 divenne Ministro di Stato, questo in Belgio è un titolo onorifico assegnato dal re a vita in casi particolari. I ministri di Stato non sono membri del Consiglio dei ministri. Massone, Paul Janson è stato un membro del Grande Oriente del Belgio, la sua loggia Les Amis vrais l'Union et de l'Honneur ha sede a Bruxelles.

## Famiglia
Paul Janson era il padre del futuro primo ministro del Belgio Paul-Émile Janson e Marie Janson (in seguito Spaak), prima donna membro del parlamento belga, madre del primo ministro Paul-Henri Spaak.

## Onorificenze
- Ministro di Stato, 14 agosto 1912